# پایش و هدف‌گیری انرژی
نظارت بر انرژی و هدف قرار دادن آن (M & T) یک تکنیک کارایی انرژی بر اساس استاندارداست به‌طوری‌که مدیریت اظهار می‌دارد: شما می‌توانید آنچه که نمی‌توانید اندازه‌گیری کنید را مدیریت نمایید. مطابق با تکنیک‌های M&T می‌توان گفت مدیران انرژی بازخورد با تکنیک‌های انرژی در فعالیت‌های عملیاتی و نتایج پروژه‌های مدیریت انرژی، و راهنمایی در سطح استفاده از انرژی را ارائه ساخته‌اند که که انتظار می‌رود در یک دوره زمانی خاص روی دهد. مهم‌تر از همه، آن‌ها همچنین هشدار زودهنگام ناشی از مصرف اضافی تجهیزات بزرگ، اپراتور خطا، رفتارهای کاربری ناخواسته عدم نگهداری و مؤثر را به همراه داشته‌اند.
این بنیاد از M&T در تعیین روابط عادی مصرف انرژی مربوط به عوامل همچون تجهیزات ورودی طی تولید، HVAC , آب و هوا روشنایی در دسترس، و غیره؛ و هدف این است که مدیران کسب و کار در جهت شناسایی موارد زیر پیش روند:
- شناسایی و استفاده از انرژی بیش از حد
- شناسایی موارد غیرمنتظره است در مصرف بالاتر یا پایین‌تر از معمول
- تصویرسازی (روند مصرف انرژی (روزانه، هفتگی، فصلی، عملیاتی …)
- تعیین روند استفاده از انرژی و هزینه‌های آینده در زمان برنامه‌ریزی تغییر در تجارت
- تشخیص مناطق خاص از انرژی
- مشاهده چگونگی تغییرات متناسب با عوامل رانشی تأثیر گذاربر عوامل مرتبط با کارایی انرژی
- توسعه اهداف کارایی در برنامه‌های مدیریت انرژِی
- مدیریت مصرف انرژی و پذیرش آن به عنوان یک هزینهٔ ثابت

هدف نهایی کاهش هزینه‌های انرژی از طریق بهبود بهره‌وری انرژی و کنترل مدیریت انرژی است. مزایای دیگر به‌طور کلی عبارتند از: افزایش بهره‌وری منابع، بودجه بندی تولید بهبود یافته و کاهش گازهای گلخانه‌ای (GHG).

## تاریخچه
در این بین M&t را در قالب یک تکنیک در نظر گرفته‌اند که برای اولین بار در قالب یک برنامه ملی در انگلستان در سال ۱۹۸۰ روی کار آمد و از آنجایی که در سرتاسر اروپا گسترش یافت. این تکنیک‌ها را امروزه سریعاً در آمریکا در حال ترقی است.

## اهداف و مزایا
در بین پروژه‌های متعدد M&T که قابل اجرا بوده‌اند. در طول سال ۱۹۸۰ شمار مشخصی از مزایا در حال باز احیا قرار گرفته‌اند.
- هزینه‌های مربوط به ذخیره انرژی: به‌طور کلی ۵ درصد هزینه‌های انرژی را مد نظر داریم که مطابق با آن کربن تراست به دست آمده‌اند. کربن تراست در این بین مطالعاتی در زمینه بیش از ۱۰۰۰ تجارت کوچک در پیش روی داشته است که به‌طور میانگین سازمان ذخیره ۵ درصدی به همراه داشته است.[۱]
- روند کاهش در نشرGHG :مصرف انرژی کمتر راهی جهت کاهش نشر گازهای انتشار یافته است.
- روند بهره‌برداری مالی: سنجش انرژی کاهش یافته راهی جهت اطمینان از کارایی پروژه‌های انرژی می‌باشد.
- ارتقای محصول و هزینه‌های خدماتی :سنجش زیر مجموعه‌ها این امکان را می‌دهد تا فیش انرژی بین فرایندهای مختلف صنعت، تفسیم بندی گردد و از این رو آن را می‌توان را در قالب هزینه‌های تولیداتی برآورد ساخت.
- ارتقای روند بودجه بندی :تکنیک‌های M&T خود می‌تواند روند پیش‌بینی هزینه‌های انرژی را در موارد مربوط به تغییرات تجاری را تسهیل بخشد. برای مثال می‌توان به جلوگیری از زائدات اشاره کرد.
- جلوگیری از روی کارآمدن زائدات: راهی جهت تشخیص پسماندهای انرژی در هریک از فرایندها.

## تکنیک‌ها

### قواعد کلیدی
روند نظارت و تکنیک‌های هدف رابطه مستقیمی با سه قاعده اصلی دارد که چرخه با بازده ثابت را روی کار آورده است، به‌طوری‌که روند استفاده از انرژی و کنترل آن را توسعه بخشیده است.

### روند نظارت دهی
نظارت بر اطلاعات مربوط به کاربرد انرژی به نحوی است که می‌توان یک اصل کلی رابرای مدیریت انرژی در نظر گرفت و متناسب با آن انحرافات در الگوهای مورد نظر را تشریح ساخت. یکی از اهداف اولیه حفظ و پایداری الگوهای یادشده می‌باشد، به‌طوری‌که به موجب آن می‌توان کلیه داده‌های ضروری در مصرف انرژی و از طرفی فاکتورهای رانشی را مهیا ساخت که خود در طول بررسی‌های اولیه (روند تولیدات، وضعیت آب و هوا و غیره) قابل شناسایی خواهد بود.

### گزارش‌ها
قاعده نهایی همان قاعده‌ای است که در جهت کنترل متوالی کاربرد انرژٍی، تحقق اهداف و تأیید ذخایر پیش رفته است، به‌طوری‌که گزارش‌ها بایستی توسط مدیران کاردان مورد بررسی قرار گیرند. در مقابل این امکان می‌رود که تصمیم‌گیری و اقداماتی در جهت تحقق اهداف و تأیید یا تکذیب اهداف مورد نظر صورت گیرد.

### فرایندها
قبل از آنکه M&T بتواند در طول اجرا خودش را مورد سنجش قرار دهد، انجام چندین مرحله مقدماتی لازم به نظر می‌رسد. در ابتدای امر، مصرف‌کنندگان اصلی انرژی را در سایت مورد نظر نیز باید باید مورد شناسایی قرار داد. به‌طور کلی، بیشتر مصرف انرژی در شماری از فرایندهای کوچکتر صورت می‌گیرد که از جمله آن می‌توان به گرما دهی یا ماشین آلات مشخص اشاره کرد. این روند معمولاً لازمه بررسی‌های مشخص در زمینه ساختمان‌ها و تجهیزات لازم در برآورد سطح مصرف انرژی بوده است.
البته نیز همچنین لازم به نظر می‌رسد تا دیگر سنجش‌های لازم در تحلیل مصرف متناسب با آن را مورد ارزیابی قرار دهیم. این داده‌ها را بکار گرفته‌ایم تا آن‌ها را در برابر هرگونه مصرف انرژی را چارت بندی نماییم. این‌ها همان فاکتورهایی هستند که خود بر روند مصرف تأثیراتی را بر جا گذاشته است که اغلب با نام تولیدات (در صنایع تولیدی) یا دمای بیرونی (مربوط به فرایندهای گرمادهی) آن‌ها را می‌شناسیم که البته خود می‌تواند بر متغیرهای دیگر نیز اثراتی را بر جا گذارد.
زمانی که کلیه متغیرهای مورد سنجش قرار گرفته را بکار ببریم و واحدهای لازم را نصب و راه‌اندازی نماییم، این احتمال می‌رود که بتوانیم فرایندهای M&T را راه‌اندازی و شروع نماییم.

### سنجش
اولین مرحله در این مورد جمع‌آوری داده از واحدهای مختلف می‌باشد. بازده انرژی با هزینه‌های کمتر نمایانگر موجودیت آن می‌باشد. فرکانسی که در آن داده جمع‌آوری می‌گردد، مطابق با وقفه‌های گزارش دهی مورد نظر، متغیر خواهد بود، اما در طول هر ۳۰ ثانیه تا ۱۵ دقیقه پیش خواهد رفت. برخی از سنجش‌ها را اغلب به اصطلاح جریان نهری یا کانال نامیده‌اند.

### تعریف خط پایه
از این رو داده‌ها باید بر اساس نمودار جمع‌آوری گردند تا به موجب آن مصرف خط پایه را به صورت کلی تعریف نماییم. میزان مصرف در پلات پراکندگی در برابر هرگونه تولیدات یا دیگر متغیرهای شناسایی شده در قبل طراحی و ترسیم شده است و از طرفی بهترین خط پایه را مورد شناسایی قرار داده‌ایم. این نمودار همان تصویری از میانگین کارایی انرژی در تجارت و انتقال اطلاعات بیشتر می‌باشد.
- در این‌جا مطابق با محورY می‌توان حداقل مصرف را درصورت نبود متغیر (عدم تولید، درجه صفر در طول روز) را در نظر گرفت. این همان بار پایه سیستم می‌باشد، متناسب با آن حداقل مصرف در صورت عملی نبودن را در پیش روی داریم.
- شیب نشانگر روابط بین مصرف و متغیرهای از پیش شناسایی شده می‌باشد. این روند خود بیانگر کارایی فرایند می‌باشد.
- پراکندگی همان درجه تغییرپذیری مصرف در فاکتورهای اجرایی می‌باشد. در این بین شیب را نمی‌توان به‌طور کامل به منظور اهداف M&T بکار گرفت. اگرچه محورY خود بدین معناست که نقصی در فرایند رخ داده است که این خود برآن شده است تا انرژی بیشتری را بدون نیاز به کارایی را استفاده نماییم، مگر اینکه مشخصه‌های متمایز خاص موجب افزایش بار پایه گردند. در نقاط با پراکندگی بیشتر، به بیان دیگر این خود می‌تواند بر دیگر فاکتورهای مهم در تغییرپذیری مصرف انرژی اثراتی را بر جا گذارد که در مقایسه با موارد ترسیمی در مکان اول بیشتر قابل توجه است، اما این امر نیز همچنین نشانگر کمبود کنترل در طول فرایندها می‌باشد.[۴]

### تغییرات در روند نظارت
مرحله بعد، نظارت بر تفاوت‌های بین مصرف مورد انتظار و مصرف حقیقی مورد سنجش می‌باشد. یکی از ابزارهایی که بیشتر به این منظور کاربرد دارد را به اصطلاح CUSUM نامیده‌اند که خود همان مجموع تفاوت‌های CUmulative می‌باشد. این روند در ابتدای امر شامل محاسبات مربوط بین the expected کارایی حقیقی و مورد انتظار می‌باشد. (بهترین خط پایه و نقاط مربوط به آن که قبلاً مورد شناسایی قرار گرفته).
سپس CUSUM را در برابر زمان در نمودار جدید می‌توان طراحی و ترسیم ساخت که خود از اطلاعات بیشتری را برای متخصصان کارایی انرژی به همراه آورده است.
واریانس‌های پراکنده شده در حول صفر خود بدین معناست که فرایند به شکل عادی در حال اجراست. تغییرات چشم گیر در جهت کاهش یا افزایش یکنواخت معمولاً نشانگر تعدیل در فرایندهای شرطی می‌باشد.
در طی بررسی نمودارCUSUM که شیب‌های آن از اهمیت بسزایی برخوردار است، از طرفی می‌توان آن را به عنوان شاخص اصلی ذخایر تلقی ساخت. در طول زمانی که شیب به صورت یکنواخت افت پیدا کند، این امر نشانگر ذخایر یکنواخت می‌باشد. هرگونه تغییرات در شیب خود نشانگر تغییرات در فرایندها می‌باشد برای مثال در نمودار سمت راست، اولین بخش نمایانگر هیچ گونه ذخایری نمی‌باشد. اگرچه در سپتامبر (شروع خطوط زرد رنگ) و سنجش کارایی انرژی بایستی به‌درستی صورت گیرد، در زمانی که اندوخته‌ها روی کارآیند. خطوط سبز رنگ. نشانگر افزایش در اندوخته‌ها می‌باشد (در طول زمانی که شیب‌ها عمق بیشتری پیدا کنند)، این خود در حالی است که خطوط قرمز رنگ بایستی بیانگر تعدیل در فرایندها ی رخ داده در ماه نوامبر باشد، به‌طوری‌که اندوخته‌ها به صورت جزئی کاهش پیدا کنند.

### شناسایی دلایل
در این بین متخصصان کارایی انرژی طی همکاری با مدیران ساختمانی در جهت رمز گشایی نمودارCUSUM پیش رفته‌اند که خود منجر به بروز تغییراتی در روند مصرف گشته است. این امر خود در قالب تغییر در رفتار، میانه‌سازی فرایند، شرایط خروجی مختلف و غیره بروز پیدا می‌کند. این تغییرات بایستی مورد نظارت و دلایل مربوط به آن مورد شناسایی قرار گیرند تا به موجب آن رفتارهای مناسب تری را از خود نشان دهیم و نه رفتارهای بد را.

### تنظیم اهداف
در طول زمانی که خطوط پایه را روی کار آوریم و دلایل مربوط به تغییرات در مصرف انرژی را مورد شناسایی قرار دهیم، حال زمان آن است تا اهداف را برای آینده معین سازیم. حال با توجه به اطلاعات در دست، اهدافی که جنبه حقیقی تری به همراه دارند، در طول زمانی این اهداف بر پایه مصرف حقیقی در ساختمان روی کارآیند. هدف یابی خود شامل دو بخش عمده می‌باشد :سنجشی که متناسب با آن روند مصرف را می‌توان روبه کاهش پیش برد و چارچوب زمانی در طول فشردگی در پیش روی خواهیم داشت.
اولین اهداف اولیه همان خطوط پایه برتر می‌باشد که در مرحله ۲ مورد شناسایی قرار گرفته است. این خطوط نشانگر میانگین کارایی تاریخچه آن می‌باشد؛ بنابراین، ثابت نگه داشتن روند مصرف کمتر یا مساوی یا در حد میانگین خود یک هدف قابل تحقق می‌باشد، با این وجود در قالب یک چالش شامل حذف نقاط مصرف راسی بالا قلمداد ساخته‌اند.
برخی از شرکت‌ها، در طول زمانی که مصرف انرژی خود را بیشتر ساخته‌اند، می‌توان تصمیم بر آن داشت تا میانگین کارایی را کاهش داده تا به بهترین وضعیت پیشینه‌ای برسیم. این امر را در قالب یک هدف با چالش بیشتر در نظر گرفته‌اند.

### نظارت بر نتایج به دست آمده
این امر ما را به مرحله یک می‌رساند: روند سنجش مصرف. در این بین یکی از مشخصه‌های M&T اصلی آن است که در این فرایند متوالی لازمه بازده ثابت در جهت افزایش مستمر کارایی می‌باشد. در طول زمانی که اهداف تنظیم شده‌اند و سنجش‌های مطلوب را اجرا نماییم، باید فرایند را از همان شروع تکرار نمود این امر خود به منزله اطمینان از آن است که مدیران از هرگونه موفقیت یا عدم سنجش موفق آگاه مند بوده‌اند و از این رو اقدامات بعدی را متناسب با آن در پیش روی خواهیم داشت.

### نمونه مثال
این خود نمونه‌ای از برخی از مشخصه‌های کاربردی در M&T ASU Campus Metabolism می‌باشد، این خود می‌تواند کاربرد انرژی حقیقی و پیشینه‌ای و روند تولید داده را برای تجهیزات دانشگاه ایالت آریزونا در یک وب سایت عمومی را به همراه آورد. بیشتر امکانات سودمند نیز همچنین برای مشتریان خود خدمات نظارت بر داده‌های وقفه‌های الکترونیکی فراهم می‌آورد. در این بین Xcel Energy را در قالب سرمایه‌گذاران دارای تجهیزات را در قالب خدمات نظارت بر گاز طبیعی و الکترونیک مشتریان با نام فراورده انرژی InfoWise from Xcel Energy توسط شرکای گروه سوم Power TakeOff روی کار آورده شده‌اند.

## جستارهای‌وابسته
- نرم‌افزار مدیریت انرژی
- نگهداری انرژی
- پاسخگویی بار
- هوشمندسازی ساختمان‌ها